# Ordnance QF 17-pounder

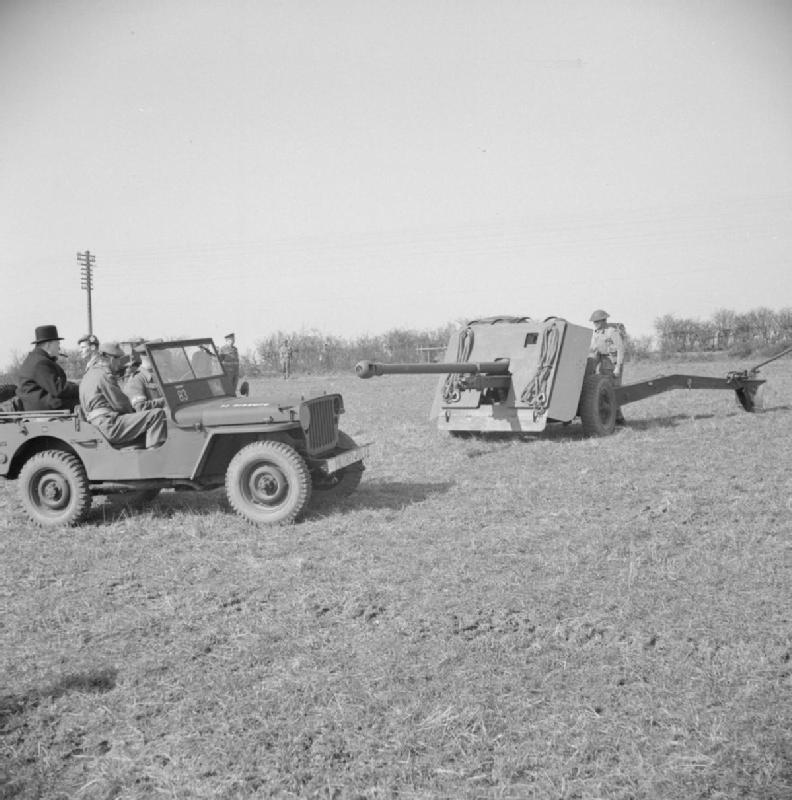
Met jeep, inclusief Winston Churchill

De Ordnance QF 17-pounder of kortweg de zeventienponder was een Brits anti-tankkanon in de Tweede Wereldoorlog, en het decennium daarna (tot in Korea). Dit wapen kwam pas halverwege de oorlog beschikbaar, en was het succesvolste anti-tankkanon van de Britten in die oorlog.  
Vanwege het succes werd ook geprobeerd om het te monteren in tanks en tankjagers, maar dit lukte niet in alle gevallen, met name doordat het kanon te groot was en te veel terugslag gaf om te passen. Daarom werd het kanon meestal aangepast: er zijn dan ook vrij veel verschillende versies van.

## Achtergrond
Gedurende de Tweede Wereldoorlog was er een sterke ontwikkeling wat betreft bepantsering van tanks: dit maakte steeds krachtiger anti-tankkanonnen gewenst. 
In het begin van de oorlog was het standaard anti-tankkanon van de Britten de tweeponder (Ordnance QF 2-pounder), met een kaliber van 40mm, te vergelijken met het Duitse equivalent van 37mm (Panzerabwehrkanone 36). Later werd het opgevolgd door de zesponder (Ordnance QF 6-pounder), met een kaliber van 57mm, te vergelijken met het Duitse equivalent van 50mm (Panzerabwehrkanone 38 (L/60)). 
Al in 1940 was duidelijk dat de zesponder snel niet meer toereikend zou zijn en werd begonnen aan het ontwerp van deze zeventienponder, met een kaliber van 76,2mm (3 inch), te vergelijken met het Duitse equivalent van 75mm (Panzerabwehrkanone 40 (L/46)). 
Anti-tankkanonnen zijn vlakbaansgeschut bij uitstek, gebaat bij een hoge mondingssnelheid. Om die hoge mondingssnelheid te bereiken is onder andere een lange loop gewenst en een krachtige lading; beide resulteren in sterke terugslag van het kanon. Daarom had de zeventienponder ook een mondingsrem. 

## Inzet

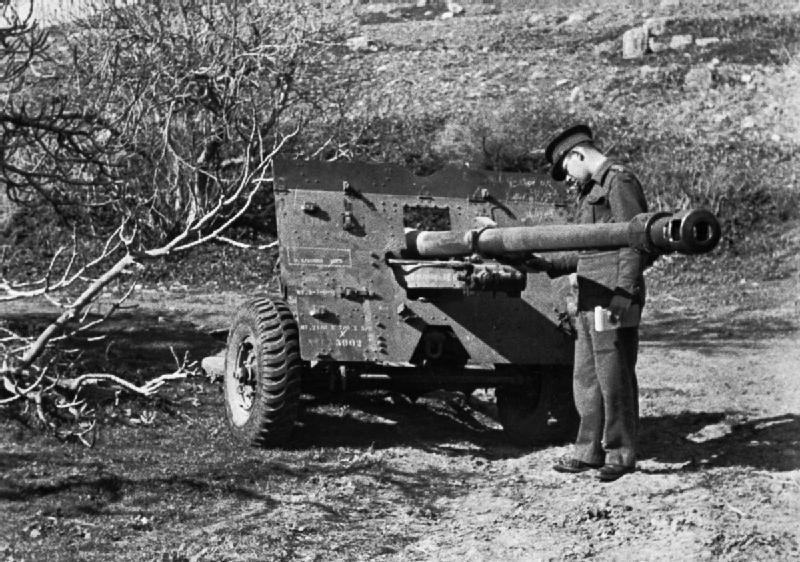
Vroeg model, 1943

De eerste inzet in de strijd was in 1943, al moest daarvoor geïmproviseerd worden: de eerste zeventienponders werden gemonteerd op het affuit van een vijfentwintigponder houwitser.
Later kreeg het een eigen onderstel, met spreidende benen en een groter schild (dat ook de wielen afschermde). Het wapen bleef de rest van de oorlog in dienst, en diende in Britse dienst ook nog in Korea. Her en der bleef het ook nog daarna in dienst, al was het toen wel verouderd.

## Munitie

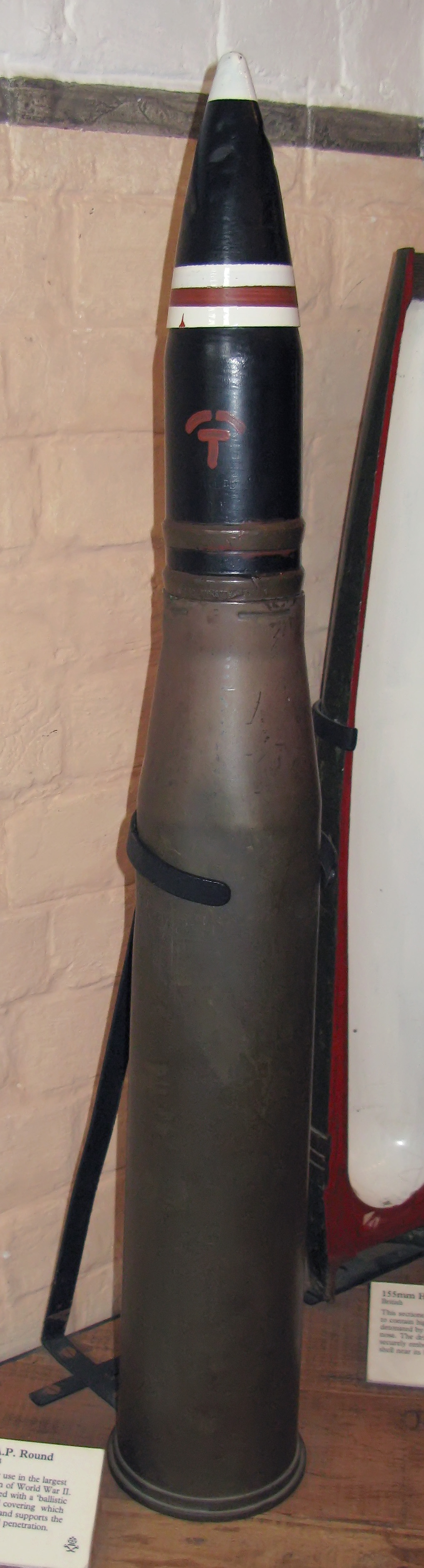
Complete munitie

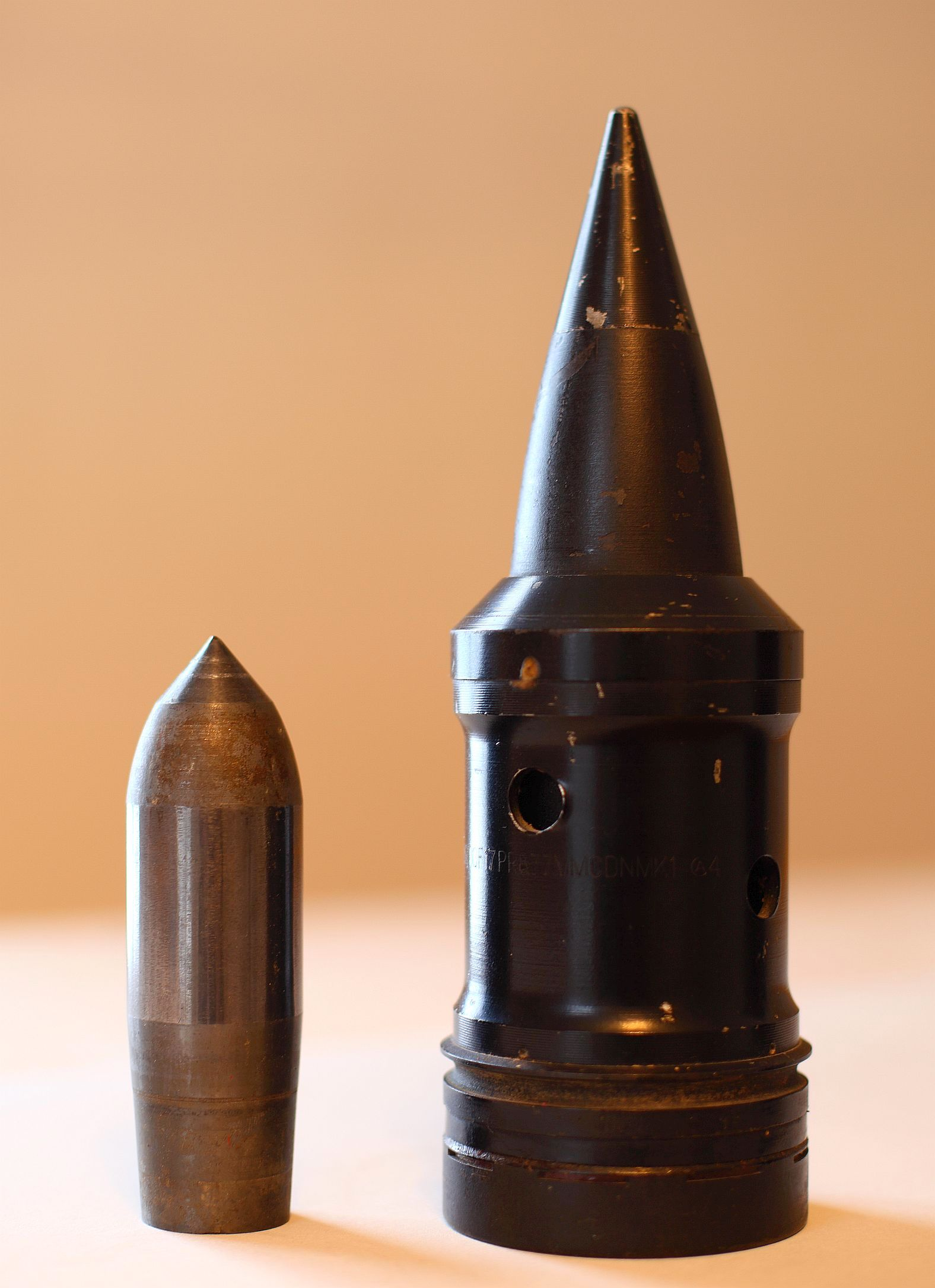
Armour-piercing discarding-sabot / tracer kop voor zeventienponder, met de bijhorende wolfraamcarbide kern

De zeventienponder dankte zijn effectiviteit niet alleen aan de lange loop, die zorgde voor een hoge mondingssnelheid, maar ook aan steeds verder ontwikkelde speciale munitie, zoals
Armour piercing capped (APC), Armour piercing, capped, ballistic capped (APCBC) en Armour-piercing discarding sabot (APDS). 
Naarmate anti-tankkanonnen zwaarder werden, werd het des te gewenster om ook granaten met explosieve lading te kunnen verschieten, bijvoorbeeld om vijandelijke anti-tankkanonnen onder vuur te kunnen nemen. Voor de zeventienponder werden dan ook zulke granaten (HE: high explosive) ontwikkeld, al hadden deze een minder krachtige springlading dan die verschoten door het 75mm van de Sherman tank.

## Montage

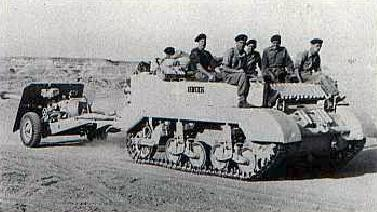
Getrokken door voertuig, in dit geval gebaseerd op het onderstel van een Stuart lichte tank

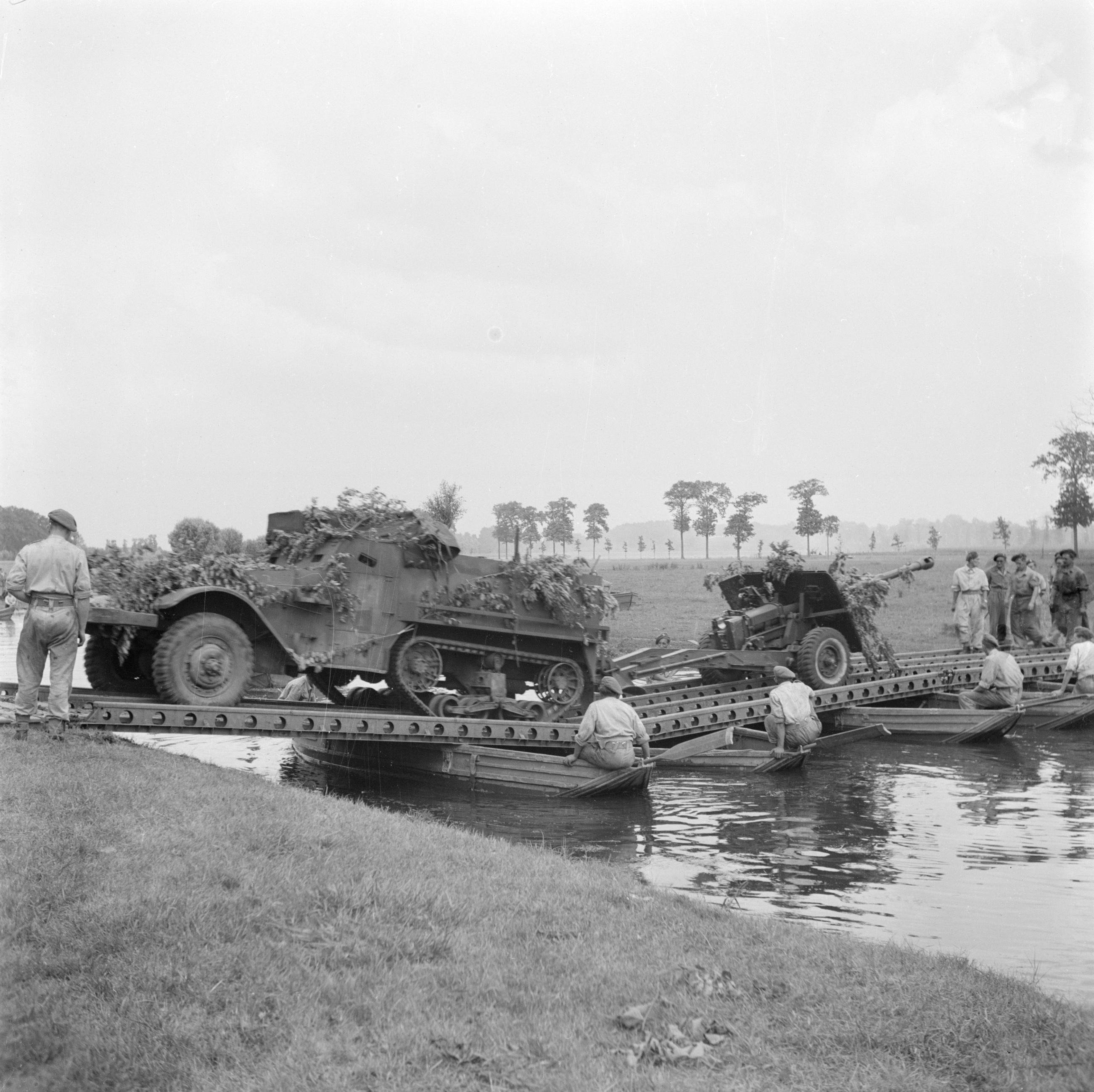
Getrokken door voertuig, hier een halftrack

Meestal werd de zeventienponder ingezet als los anti-tankkannon, dat voor verplaatsing afhankelijk was van een, al dan niet gespecialiseerd, voertuig. Om de zeventienponder grotere mobiliteit te geven, probeerden de Britten het kanon op diverse voertuigen te monteren. Dit ging niet zonder problemen: voor het evenwicht moest het deel aan de andere kant van het ophangpunt ongeveer even zwaar zijn als de loop. Met een loop die zo lang was, was dat niet makkelijk. Ook moest er ruimte zijn voor de terugslag van het kanon. En dat liefst in een geschutstoren die vrij rond kon draaien.
Montage op de Amerikaanse M10 tankjager leverde de Achilles op: een tamelijk succesvolle ingreep. Een puur Britse tankjager, op basis van de Valentine tank, was de Archer tankjager. Montage op de Churchill tank leidde tot de Black prince die echter niet het experimentele stadium ontgroeide, dit gold ook min of meer voor de Challenger op basis van een Cromwell tank. De Challenger werd in beperkte aantallen ingezet.
Veruit het meest succesvolle resultaat was montage op een Sherman tank, wat leidde tot de Sherman Firefly. Het daarbij gebruikte kanon was een gemodificeerde versie van de zeventienponder. Ook het kanon van de Comet tank was een gemodificeerde versie, maar dit kreeg een aparte naam, te weten het 77mm High Velocity kanon; niettemin had dit hetzelfde 76,2mm kaliber, maar met minder krachtige munitie. 
De Centurion tank monteerde wel een volwaardige zeventienponder, maar werd niet meer ingezet in de Tweede Wereldoorlog.

## Galerij

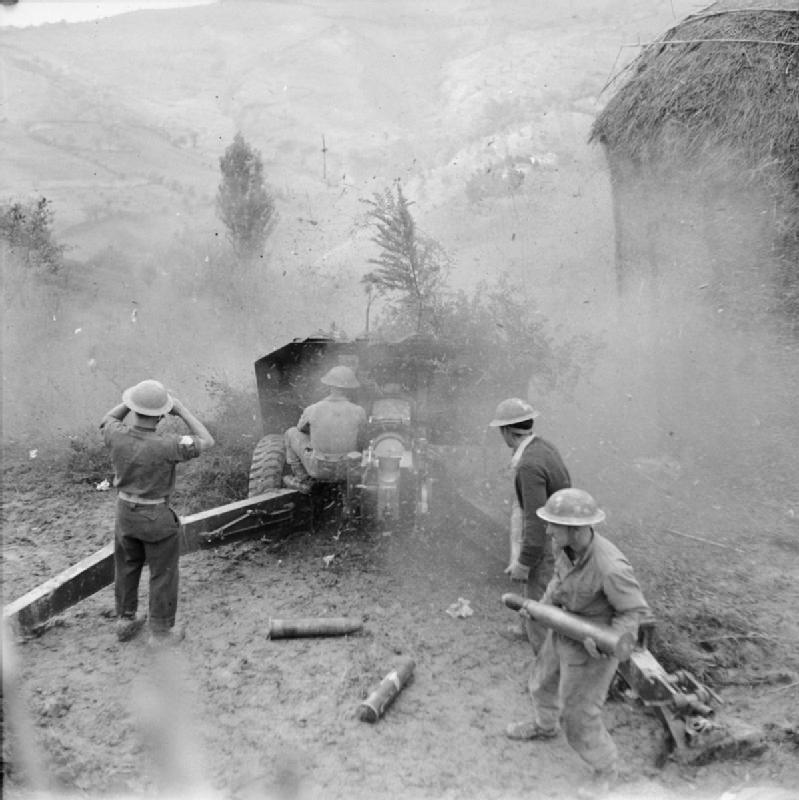
In actie
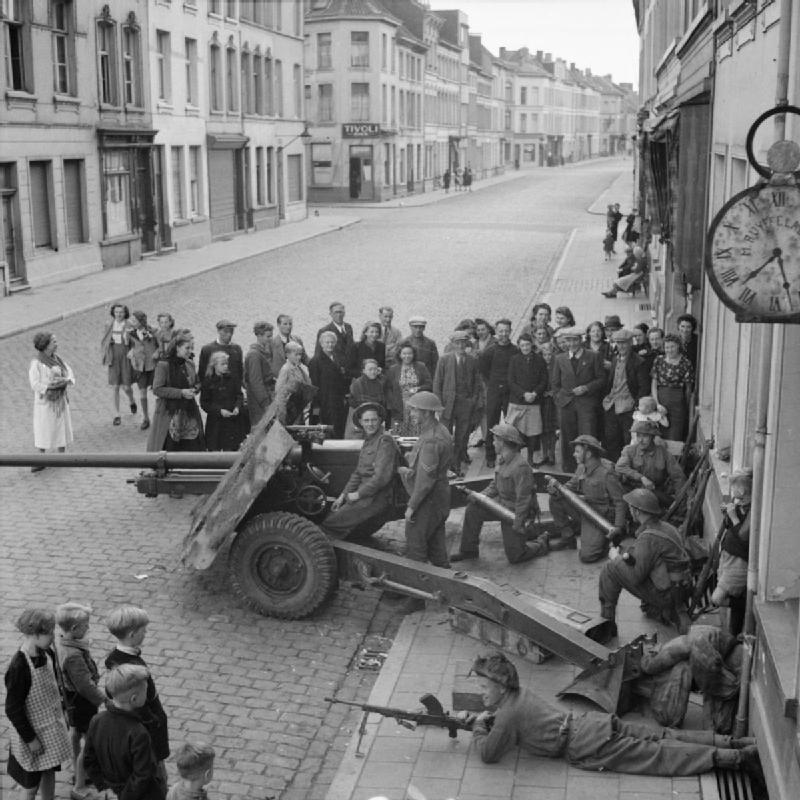
Klaar voor actie, in Antwerpen
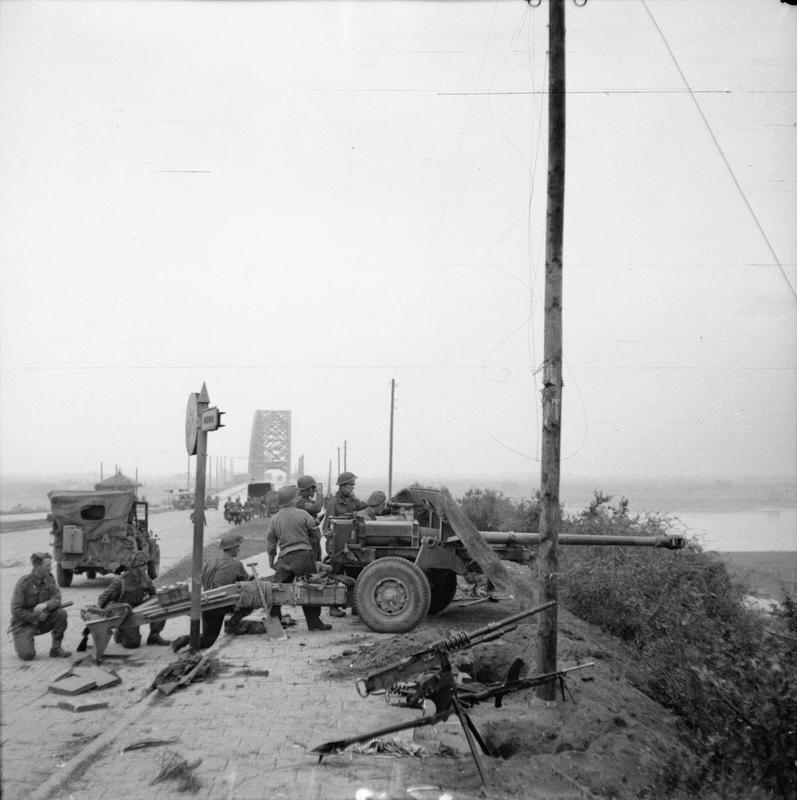
In Nijmegen, tijdens Operatie Market Garden
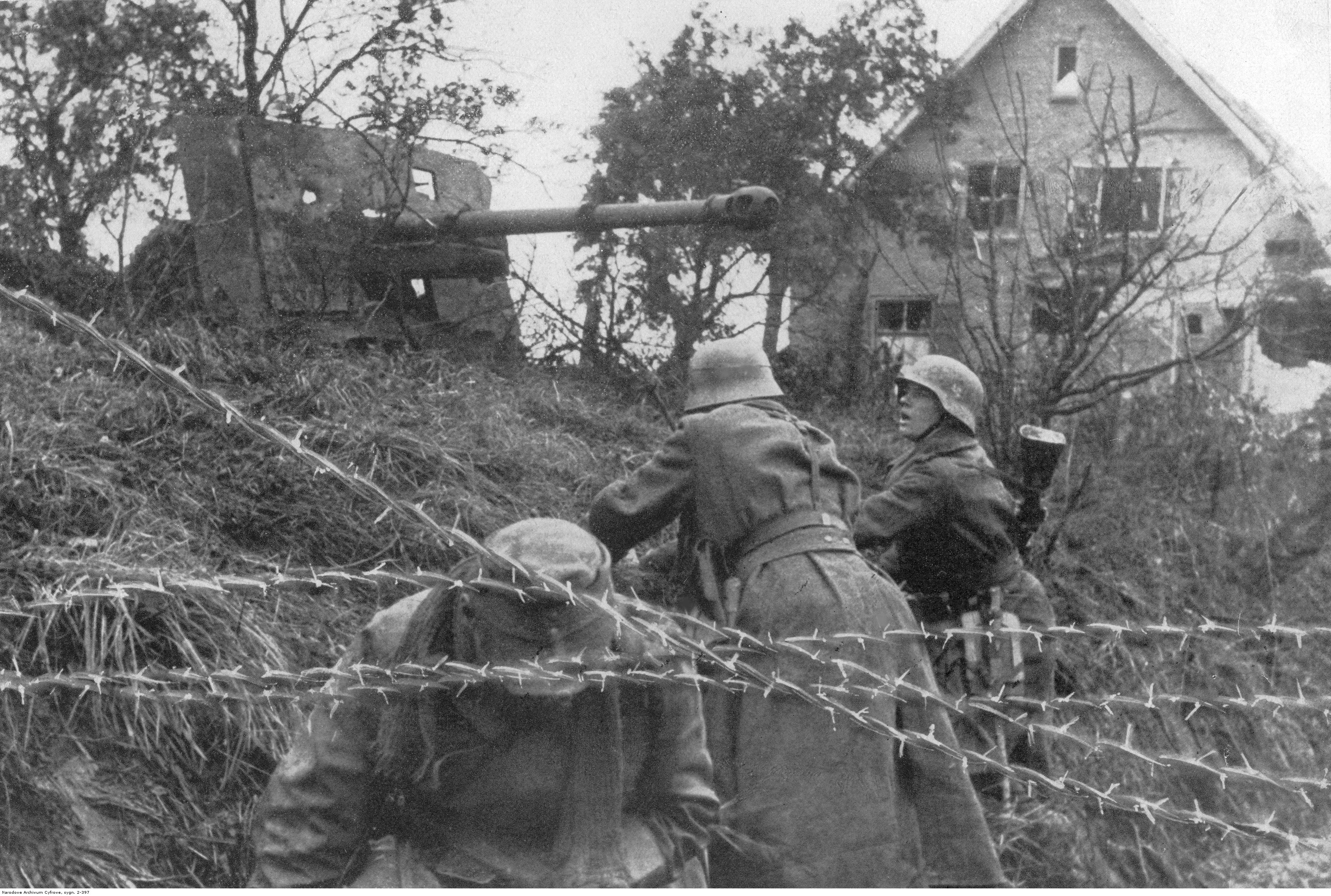
Uitgeschakeld en buitgemaakt, in de buurt van Arnhem/Nijmegen
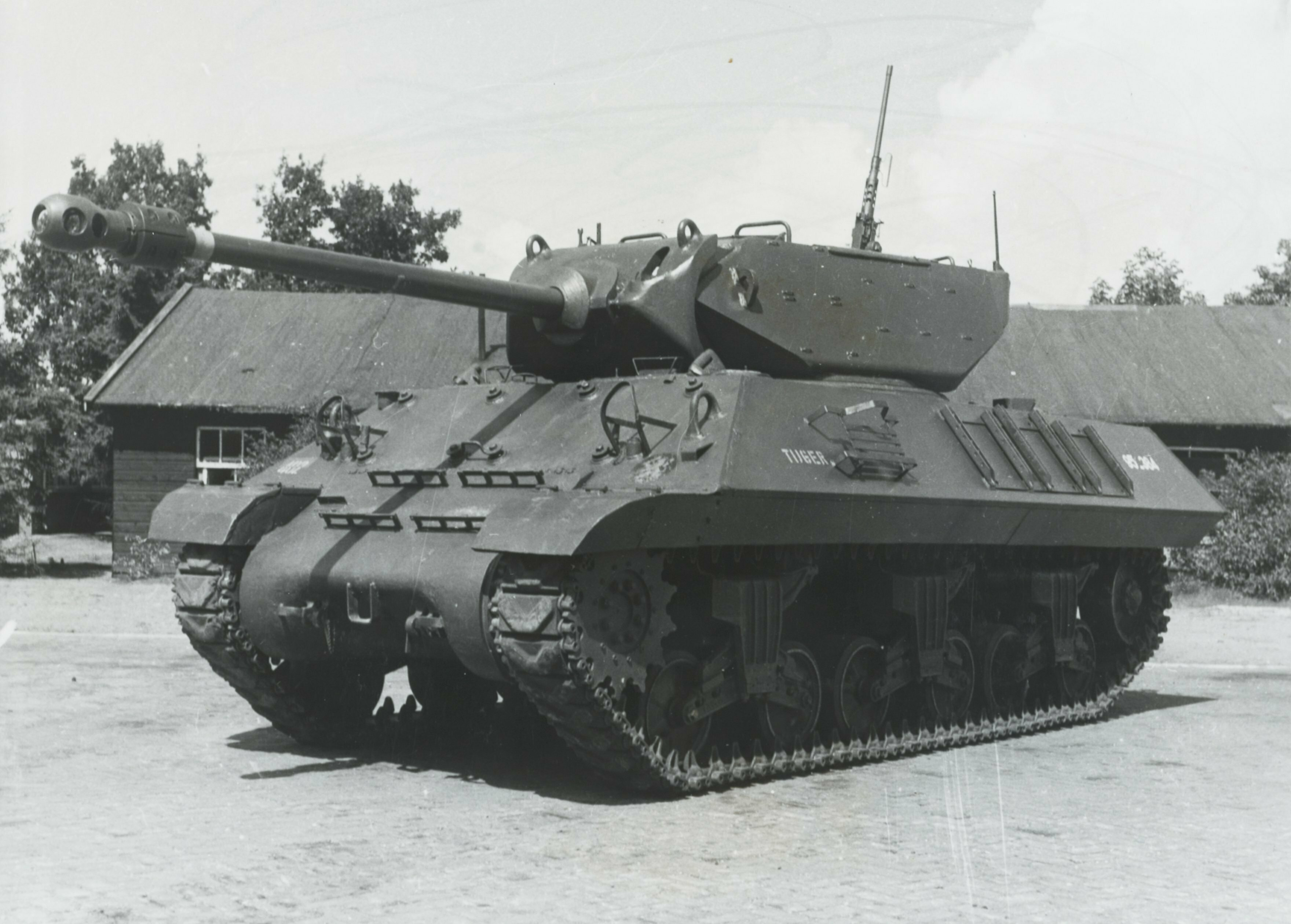
Achilles
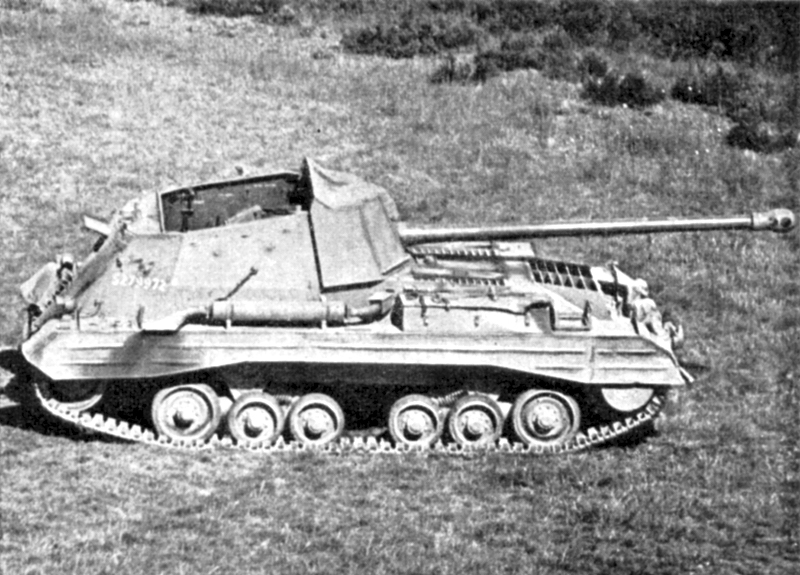
Archer
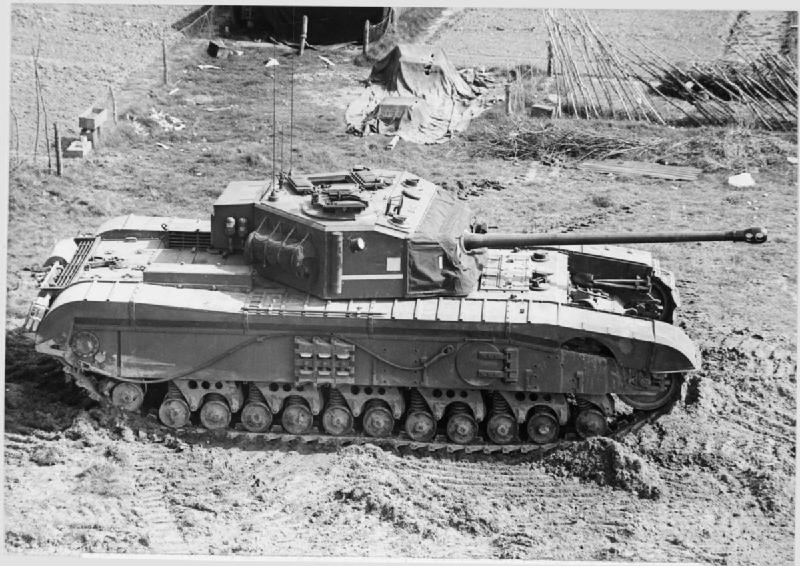
Black prince
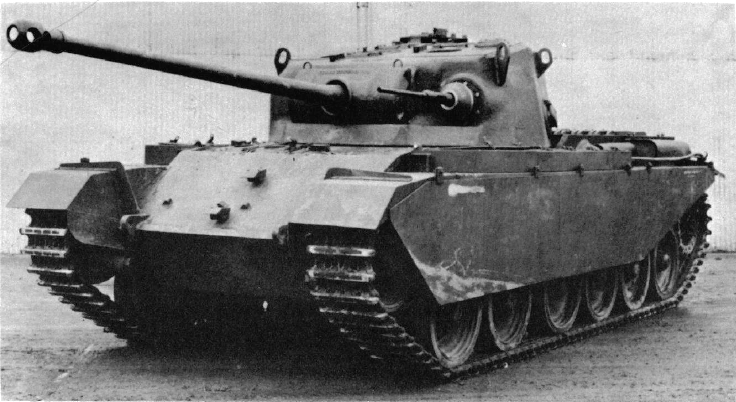
Vroege Centurion
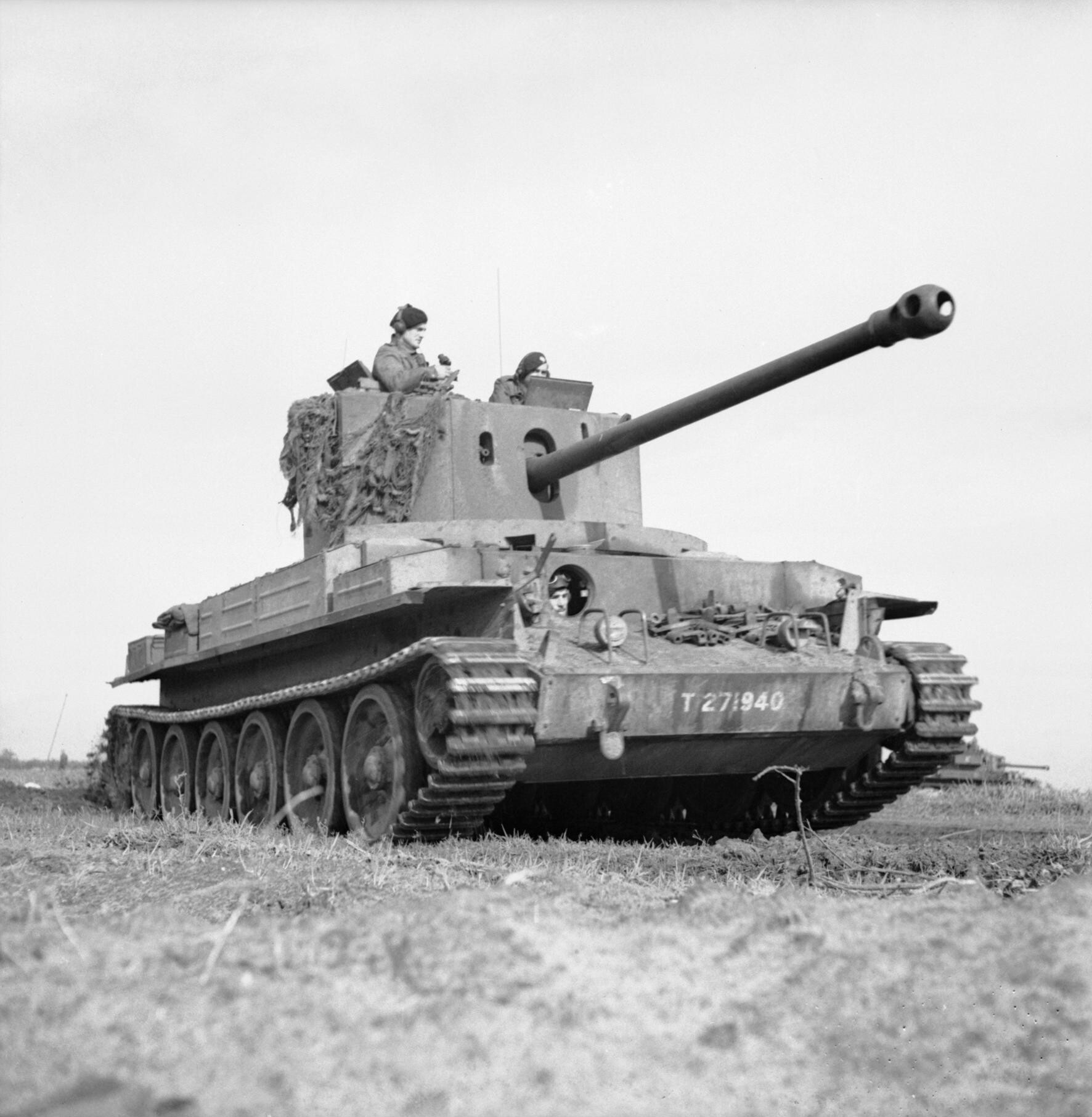
Challenger
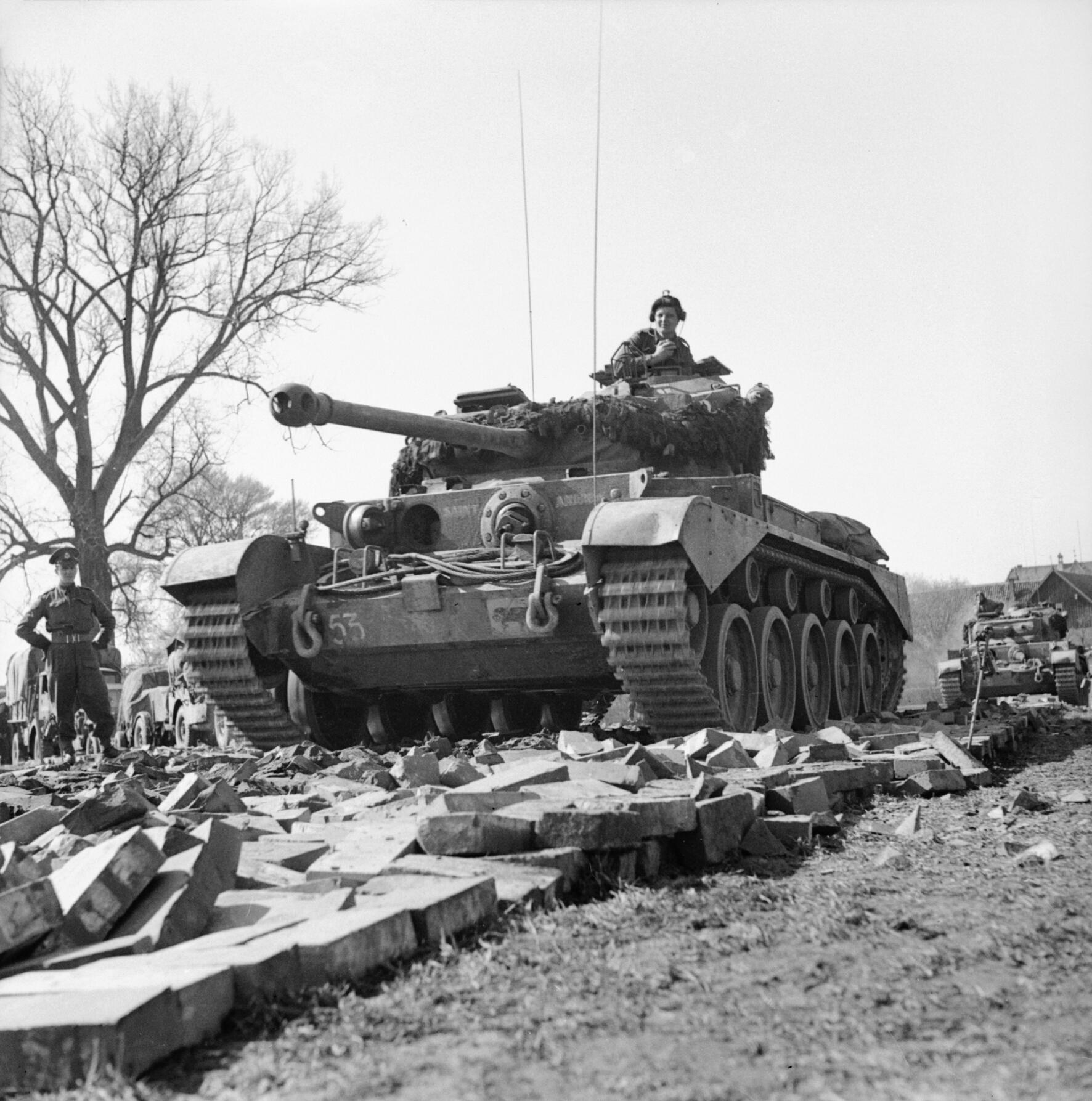
Comet
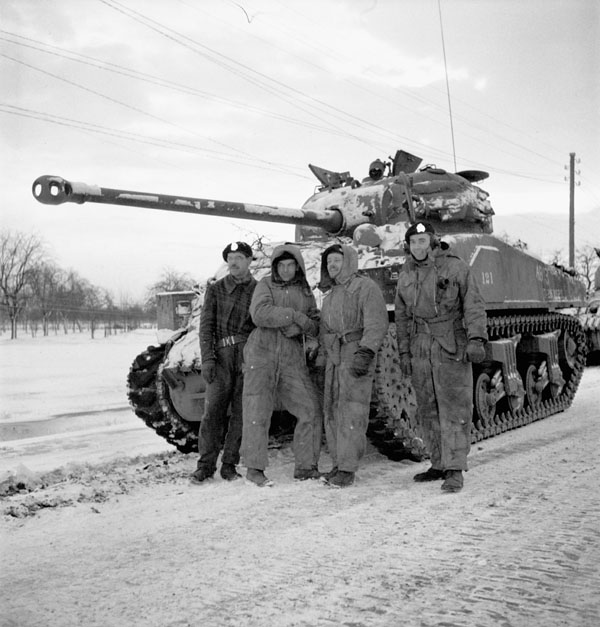
Firefly, bij Zetten
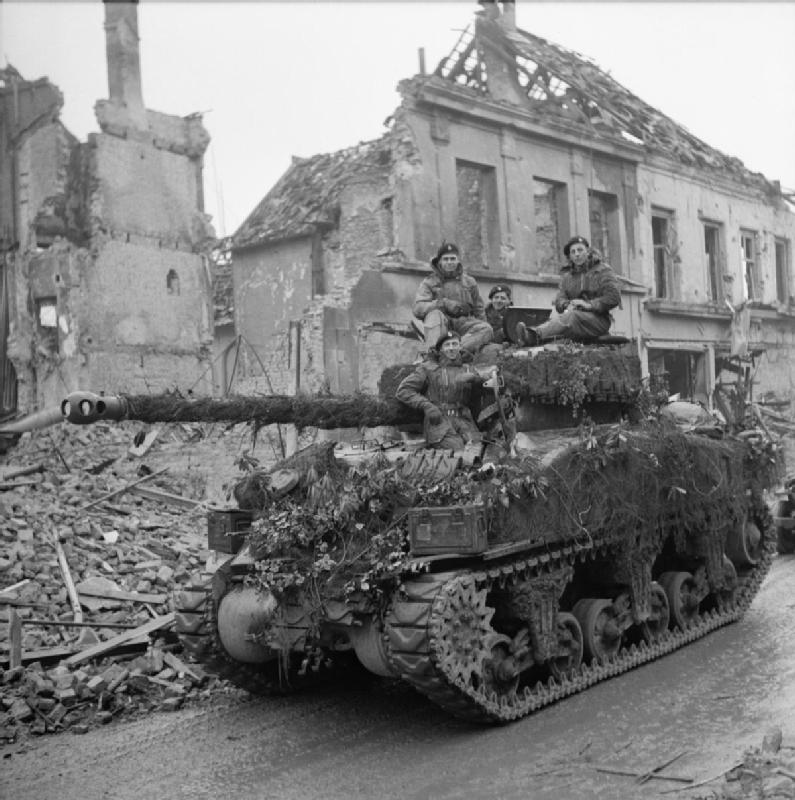
Firefly, in Geldern